# La famiglia Fang
La famiglia Fang (The Family Fang) è un film del 2015 diretto da Jason Bateman.
Si tratta di una commedia drammatica che vede tra i protagonisti lo stesso Bateman, Nicole Kidman e Christopher Walken, tratta dall'omonimo romanzo del 2011 scritto da Kevin Wilson.

## Trama
(Caleb Fang durante uno scontro con i figli in una scena del film)
La famiglia Fang è una famiglia disfunzionale divenuta nota nel mondo della performance art, in cui non mancano sia detrattori che ammiratori del loro lavoro. Le esibizioni dei Fang, sceneggiate principalmente dal capofamiglia Caleb, che fa dell'abilità di manipolare gli accadimenti un mantra («Se sei in controllo, il caos accadrà intorno a te, non a te»), consistono nell'organizzare scherzi di vario tipo in pubblico, registrando su pellicola le reazioni dei presenti, con la peculiarità che ad esibirsi sono tutti i membri della famiglia: Caleb, la moglie Camille e i figli Annie e Baxter. La passione ossessiva di Caleb verso il suo mestiere e il frequente uso dei figli come oggetti di scena, nel corso del tempo ha fatto allontanare i figli dai genitori, che, diventati adulti, tentano a fatica di lasciarsi alle spalle il proprio passato da cui si sentono ancora condizionati nella vita professionale e privata.
Quando Baxter, scrittore di poco successo che cerca con difficoltà di portare avanti il suo prossimo libro, ha un incidente, è l'occasione per l'intera famiglia di riunirsi, venendo raggiunto sia dalla sorella Annie, attrice dalla carriera non decollata con problemi d'alcolismo, sia dai genitori, che nel frattempo hanno continuato ad esibirsi per proprio conto, pur non riuscendo a replicare i successi del passato. Dopo aver invano cercato di convincere i figli a partecipare all'ennesima esibizione, Caleb e Camille tentano di mettere in scena una burla, fallendo miseramente, per poi rimettersi in viaggio presso la propria casa, non prima di aver affrontato nuovi attriti con i figli che non mancano di rimpiangere il non aver vissuto un'infanzia più "normale".
Il giorno seguente, un agente di polizia comunica ai due fratelli che i genitori sono dispersi e la loro auto è stata ritrovata insanguinata e abbandonata lungo una strada in cui già sono avvenuti rapimenti e omicidi di recente. Mentre Baxter pensa che la morte del padre e della madre sia una reale possibilità, Annie è certa che si tratti solo di una loro nuova trovata. Annie convince quindi lo sconsolato fratello, incerto sul preferire l'avere genitori morti o disposti a farsi credere morti dai propri figli, a seguirla in una ricerca per trovarli e smascherarli. Alla fine di un viaggio in cui hanno modo di approfondire anche una non completa armonia tra il padre e la madre, si ritrovano davanti la frustrante verità: la presunta morte di Caleb e Camille non è solo la loro ultima trovata a "coronamento" della loro carriera, ma i due sono anche separati da tempo e lui si è fatto un'altra famiglia nella quale sta cercando di iniziare i suoi due figli alla carriera artistica. Sentendosi sostanzialmente rimpiazzati, delusi e sconcertati, Annie e Baxter accettano la richiesta dei genitori di non rivelare pubblicamente quanto hanno orchestrato, concordando nel considerarli morti e non re-incontrarli mai più. Alla fine, ispirandosi a quanto accaduto, Baxter riesce a ultimare e far pubblicare il proprio terzo libro, La fossa dei bambini.

## Produzione
Il 27 ottobre 2011 fu annunciato che la Blossom Films, casa produttrice di Nicole Kidman, aveva comprato i diritti per un adattamento cinematografico del romanzo di Kevin Wilson The Family Fang, pubblicato nello stesso anno. L'8 maggio 2012 David Lindsay-Abaire fu ingaggiato per scrivere la sceneggiatura, mentre il 1º novembre 2013 l'attore Jason Bateman si unì al progetto come regista e co-protagonista del film, in cui interpreta Baxter, fratello di Annie, interpretata da Nicole Kidman. Il 5 maggio 2014 fu ingaggiato anche Christopher Walken, interprete del padre di Annie e Baxter, nella sua versione più giovane impersonato da Jason Butler Harner. Fanno parte del cast anche Kathryn Hahn e Maryann Plunkett, interpreti rispettivamente della versione più giovane e meno giovane di Camille, moglie di Caleb, e Harris Yulin, nei panni del loro amico e mentore.
Le riprese si sono svolte dal mese di luglio 2014 nei dintorni di New York e Suffern, località nel comune di Ramapo.

## Distribuzione
Il film esordì il 14 settembre 2015 al Toronto International Film Festival. Nelle sale statunitensi fu invece distribuito dal 29 aprile 2016 a cura della Starz Digital. In Italia è stato distribuito dal 1º settembre 2016.

## Accoglienza
Il film è stato tendenzialmente ben accolto dalla critica, che ha apprezzato sia la regia che le interpretazioni del film.
Justin Chang di Variety l'ha definito «un acuto ritratto di una tormentata famiglia disfunzionale di artisti che parla in modo toccante alla travagliata eredità che inevitabilmente tutti i genitori lasciano ai propri figli», apprezzando la prova di Bateman alla sua seconda regia di un lungometraggio dopo Bad Words e giudicando una delle più delicate e convincenti relazioni tra fratello e sorella viste nella storia recente sul grande schermo quella espressa da Jason Bateman e Nicole Kidman nel film. David Rooney del The Hollywood Reporter ha giudicato esemplare la gestione registica di Bateman, apprezzando le interpretazioni dell'intero cast principale, in particolare l'espressività offerta da Christopher Walken, mentre Manohla Dargis sul Rolling Stone ha presentato il film come una provocante «commedia dai sottofondi inquientanti», capace di mettere in discussione i "limiti dell'arte" in modo «divertente, toccante e vivace», in cui Kidman e Bateman formano una coppia avvincente. Per Stephen Whitty del New York Daily News Bateman è stato in grado di trasmettere sentimenti "palpabili", mentre la Kidman ha perso la "glacialità" che aveva caratterizzato diverse delle sue precedenti interpretazioni.